# Shashamane
Shashamane este un oraș din Etiopia.